# Anoplophora beryllina
Anoplophora beryllina är en skalbaggsart som först beskrevs av Hope 1840. Anoplophora beryllina ingår i släktet Anoplophora och familjen långhorningar.
Artens utbredningsområde är:
- Laos.
- Myanmar.
- Sri Lanka.

Inga underarter finns listade i Catalogue of Life.